# Andréa Pizzitola
Andréa Pizzitola (ur. 19 czerwca 1992) – francuski kierowca wyścigowy.

## Kariera

### Początki
Pizzitola rozpoczął karierę w jednomiejscowych samochodach wyścigowych w wieku 18 lat w 2010 roku we Francuskim Pucharze Renault Clio. Jeżdżąc w zespole Speed Car, w ciągu 14 wyścigów uzbierał 102 punkty, co dało mu 16. lokatę w klasyfikacji generalnej. Rok później we Francuskiej Formule 4 Francuz zwyciężył już w trzech wyścigach. Poza tym siedmiokrotnie stanął na podium, co dało mu 120 punktów w klasyfikacji końcowej. Dzięki temu został sklasyfikowany jedynie za swoim rodakiem Matthieu Vaxivière. 

### Formuła Renault
W 2012 roku Francuz rozpoczął stary w Europejskim Pucharze Formuły Renault 2.0 oraz w Północnoeuropejskim Pucharze Formuły Renault 2.0. W obu tych seriach Francuz podpisał kontrakt z fińską ekipą R-Ace GP. W serii ółnocnoeuropejskiej czterokrotnie zdołał stanąć na podium, zaś w europejskim pucharze mimo pole position na torze Circuit de Spa-Francorchamps, nigdy nie zdołał nawet osiągnąć podium. w Europejskim Pucharze Formuły Renault 2.0 oraz w Północnoeuropejskim Pucharze Formuły Renault 2.0 Francuz został sklasyfikowany odpowiednio na 21 i 13 pozycji.
Na sezon 2013 Pizzitola podpisał kontrakt z ART Junior Team na starty w Europejskim Pucharze Formuły Renault 2.0 oraz Północnoeuropejskim Pucharze Formuły Renault 2.0. Z dorobkiem odpowiednio 39 i 190 punktów został sklasyfikowany odpowiednio na trzynastej i szóstej pozycji w klasyfikacji generalnej.
W 2014 roku Francuz rozpoczął współpracę z holenderską ekipą Manor MP Motorsport w Europejskim Pucharze Formuły Renault 2.0 oraz w Północnoeuropejskim Pucharze Formuły Renault 2.0. W edycji europejskiej w ciągu czternastu wyścigów, w których wystartował, trzykrotnie stawał na podium, w tym dwukrotnie na jego najwyższym stopniu. Uzbierał łącznie 108 punktów. Dało mu to czwarte miejsce w końcowej klasyfikacji kierowców. W serii północnoeuropejskiej odniósł jedno zwycięstwo i trzy razy stawał na podium. Z dorobkiem 114 punktów został sklasyfikowany na 14 pozycji w klasyfikacji generalnej.

## Statystyki
| Sezon | Seria                                         | Zespół              | Wyścigi | Zwycięstwa | PP | NO | Podium | Punkty | Pozycja |
| ----- | --------------------------------------------- | ------------------- | ------- | ---------- | -- | -- | ------ | ------ | ------- |
| 2010  | Francuski Puchar Renault Clio                 | Speed Car           | 14      | 0          | 0  | 0  | 0      | 102    | 16      |
| 2011  | Francuska Formuła 4                           | Signatech           | 14      | 3          | 0  | 2  | 7      | 120    | 2       |
| 2012  | Europejski Puchar Formuły Renault 2.0         | R-Ace GP            | 14      | 0          | 1  | 0  | 0      | 12     | 21      |
| 2012  | Północnoeuropejski Puchar Formuły Renault 2.0 | R-Ace GP            | 11      | 0          | 0  | 1  | 4      | 141    | 13      |
| 2013  | Europejski Puchar Formuły Renault 2.0         | ART Junior Team     | 14      | 0          | 0  | 0  | 1      | 39     | 13      |
| 2013  | Północnoeuropejski Puchar Formuły Renault 2.0 | ART Junior Team     | 14      | 1          | 1  | 1  | 3      | 190    | 6       |
| 2013  | Blancpain Endurance Series – GT3 Pro Cup      | Speed Car           | 1       | 0          | 0  | 0  | 0      | 0      | NS      |
| 2014  | Europejski Puchar Formuły Renault 2.0         | Manor MP Motorsport | 14      | 2          | 2  | 0  | 3      | 108    | 4       |
| 2014  | Północnoeuropejski Puchar Formuły Renault 2.0 | Manor MP Motorsport | 14      | 1          | 0  | 0  | 3      | 114    | 14      |